# Wikipédia en guilaki
Wikipédia en guilaki (en guilaki : گيلکي ويکيپديا) est l’édition de Wikipédia en guilaki, langue iranienne occidentale parlée dans le nord de l'Iran, près de la mer Caspienne. L'édition est lancée en octobre 2006. Son code est : glk.
Au 21 mars 2025, l'édition en guilaki contient 48 137 articles et compte 17 142 contributeurs, dont 38 contributeurs actifs et 3 administrateurs.

## Présentation

Aire de diffusion du guilaki au sein des langues caspiennes.

## Statistiques
- Le 9 mars 2015, l'édition en guilaki compte 6 011 articles et 6 891 utilisateurs enregistrés, ce qui en fait la 147e[2] édition linguistique de Wikipédia par le nombre d'articles et la 188e[3] par le nombre d'utilisateurs enregistrés, parmi les 287 éditions linguistiques actives.
- Le 4 octobre 2022, elle contient 6 442 articles et compte 14 406 contributeurs, dont 12 contributeurs actifs et 3 administrateurs.
- Le 2 septembre 2024, elle contient 11 090 articles et compte 16 541 contributeurs, dont 18 contributeurs actifs et 4 administrateurs.
- Le 3 octobre 2024, elle contient 15 675 articles et compte 16 619 contributeurs, dont 19 contributeurs actifs et 4 administrateurs.